# Hop Harrigan (seriado)
Hop Harrigan é um seriado estadunidense de 1946, gênero aventura, dirigido por Derwin Abrahams, em 15 capítulos, estrelado por William Bakewell, Jennifer Holt e Robert 'Buzz' Henry. Foi produzido e distribuído pela Columbia Pictures, e veiculou nos cinemas estadunidenses a partir de 28 de março de 1946.
Foi o 29º entre os 57 seriados produzidos pela Columbia Pictures, e teve por base o personagem Hop Harrigan, da DC Comics.

## Sinopse
Hop Harrigan (Bakewell) e seu amigo Tinker (Getchell) operam um pequeno aeroporto e serviços de voo, onde eles são contratados por J. Westly Arnold (Vogan) para levar o cientista, Dr. Tabor (Merton), para seu laboratório secreto onde ele tem uma revolucionária nova unidade de poder. Mas um personagem desconhecido, conhecido como The Chief Pilot (Oakman) está interessado na invenção e usa um raio destrutivo para paralisar o avião de Hop e raptar Tabor. Hop e Tinker, auxiliados por Gail Nolan (Jennifer Holt) e o irmão dela, Jackie (Robert Buzz Henry), procuram os criminosos dentro de seu grupo...

## Elenco
- William Bakewell … Hop Harrigan. "Bakewell é mais velho do que o personagem que interpreta, mas faz um herói convincente".[4]
- Jennifer Holt … Gail Nolan
- Robert 'Buzz' Henry … Jackie Nolan
- Sumner Getchell … "Tank" Tinker
- Emmett Vogan … Arnold
- Claire James … Gwen Arnold
- John Merton … Dr. Tobor
- Wheeler Oakman … Alex Ballard
- Ernie Adams … Retner
- Peter Michael … Mark Craven
- Terry Frost … Barry
- Anthony Warde … Edwards
- Jackie Moran … Fraser
- Bobby Stone … Gray
- Jack Buchanon … Xerife

## Produção
O seriado usou o personagem Hop Harrigan, criado por Jon Blummer para a revistaAll-American Comics e posteriormente adaptado para o rádio. O herói também era conhecido como The Guardian Angel e Black Lamp, e foi um dos primeiros heróis da aviação de sucesso das histórias em quadrinhos.

## Recepção crítica
Cline escreveu que Hop Harrigan é "um cliffhanger bastante cheio de ação... e a ação foi bem feita, tornando este seriado tão convincente e bem sucedido como foi destinado a ser".

## Capítulos
1. A Mad Mission
2. The Secret Ray
3. The Mystery Plane
4. Plunging Peril
5. Betrayed by a Madman
6. A Flaming Trap
7. One Chance for Life
8. White Fumes of Fate
9. Dr. Tobor's Revenge
10. Juggernaut of Fate
11. Flying to Oblivion
12. Lost in the Skies
13. No Escape
14. The Chute that Failed
15. The Fate of the World

Fonte:

## Seriado no Brasil
Hop Harrigan, sob o título Raio Destruidor, foi aprovado pela censura brasileira, de acordo com o Diário Oficial da União, em 15 de maio de 1947, sendo portanto provável que o seriado tenha estreado no país no mesmo ano de 1947.